# Flugbindning
Flugbindning är konsten att med olika material på en fiskekrok framställa en imitation av en insekt, fisk eller annat födoämne med vilken man sedan fiskar med olika tekniker, främst flugfiske.

## En fisk av en fluga?
Prefixet "flug" används även vid tillverkning av imitationer av fiskar och andra bytesdjur, detta kommer sig av att konsten att binda fiskeflugor kom till Sverige företrädesvis från England (fly-tying) där man nästan uteslutande fiskade med imitationer av sländor i olika tillväxtstadier (nymf(larv), dun(subimago), spinner(imago)). Termen användes sedan om tillverkningen av alla typer av imitationer.

## Historia
Fiskeflugan är förmodligen det första artificiella betet som människan fiskade med. Man kan tänka sig att den forntida fiskaren en dag inte orkade med slitet att först fånga betesfisk eller gräva mask och helt sonika experimenterade med någon form av imitation. Någon av dessa försök måste ha blivit lyckosamt och på den vägen är det. Det är därför svårt att säga var det hela började. Det finns hänvisningar till flugbindning redan i antika texter.

## Flugbindning i Sverige
Konsten att fiska med fluga och att binda flugor kom från början till Sverige med engelsmän som sökte sig till Skandinavien för att fiska efter de vilda laxar och öringar som fanns i stora mängder i våra vattendrag. Dessa fiskare fiskade bland annat med flugspö och fiskefluga. Från dessa engelsmän lärde sig så småningom lokalbefolkningen att binda och fiska med flugor. Svenskar besökte även England (företrädesvis officerare och medlemmar av de högre samhällsklasserna) och kom på så sätt i kontakt med denna fisketeknik, från i stort sett samma källor. Som en direkt effekt av detta är terminologin inom den svenska flugbindningen till stor del engelsk.

## Teknik
Det finns otaliga olika tekniker att använda vid framställandet av en fiskefluga. Grunderna är dock att man fäster en fluga eller en tub i ett städ eller håller den i ena handen. Sedan fäster man en bindtråd på kroken genom att linda fast den. Med bindtråden fäster man sedan i sin tur material (fjädrar, hår och syntetiska fibrer) på ett sådant sätt att den färdiga flugan förhoppningsvis lurar fisken till att ta flugan i munnen i tron att det är något ätbart eller en inkräktare som ska jagas bort från reviret.

## Flugans beståndsdelar
Man kan dela upp de flesta fiskeflugor i stjärt, kropp, hackel och vinge. Många fiskeflugor har dock inte alla dessa delar
Stjärten ska likna nymfens eller sländans stjärtspröt eller fiskynglets stjärtfena. Den består i de flesta fall av fjäderfibrer, åtskilda eller i bunt, som binds in längst bak på fiskekroken (vid böjen) pekandes rakt eller snett bakåt.
kroppen består i de flesta fall av hår från till exempel hare eller syntetiska fibrer som tvinnas(dubbas) runt bindtråden som sedan i sin tur lindas runt skaftet på fiskekroken. Denna hårkropp kompletteras vanligtvis med en s.k. ribb som kan bestå av bindtråden, en metalltråd (av ex. koppar) eller liknande som lindas i glesa varv över hårkroppen för att förstärka den.
Kroppen kan även tillverkas genom att linda till exempel garn eller en platt metallglänsande tråd(tinsel) över krokskaftet.
Hacklet består oftast av en hackelfjäder som återfinns på nacken eller sadeln till en tupp eller en höna. Man använder hackelfjädern till att framställa en krage av fjäderstrålar(hacklet) runt fiskekroken genom att linda fjädern runt densamma. Fjäderstrålarna ska oftast föreställa ben eller vingar hos den insekt fiskeflugan ska representera, men kan även användas för att ge mer "liv" till fiskimitationer(streamers).
Fjäderstrålarna kan även lossas från fjäderstammen och bindas in buntvis på fiskekroken, då kallas detta "falskt hackel".
Vingen ska efterlikna vingen hos en insekt, men kan hos imitationer av fiskar representera en del av eller hela fiskkroppen. Den kan bestå av en eller flera fjädrar, fibrer från en fjäder, hårfibrer från djurpäls eller syntetiska fibrer. Vingen binds in uppåt (på till exempel flytande dagsländeimitationer), snett bakåt (på till exempel streamers eller våtflugor) eller rakt bakåt (på till exempel flytande nattsländeimitationer)